# Hermann Tebily
Hermann Tebily, né le 24 janvier 2002 à Paris est un footballeur français qui joue au poste d'avant-centre au Rodez AF.

## Carrière
Issu du centre de formation de l'Olympique lyonnais qu'il rejoint à treize ans après avoir fait ses débuts au Sarcelles AAS, Tebily signe au FC Sochaux-Montbéliard à l'été 2020. Il fait ses débuts professionnels avec le FC Sochaux lors d'un match nul un but partout en Ligue 2 contre le Pau FC le 17 avril 2021.
En juin 2023, il signe au FC Thoune en Suisse. Gravement blessé quelques semaines après son arrivée, il fait ses débuts en seconde division suisse le 16 janvier 2024 en entrant en jeu lors d'une victoire un but à zéro contre le FC Aarau. De nouveau blessé, se sera le seul match de sa saison. Après quelques matchs et un but en début de saison suivante, il rechute et reste à l'infirmerie neuf mois. Au total, il prend part à sept matchs en deux saisons.
Le 30 juillet 2025, Tebily signe trois ans au Rodez AF.

## Vie personnelle
Tebily est d'origine ivoirienne.